# CROBEX
De CROBEX is een aandelenindex in Kroatië.
De CROBEX is de belangrijkste graadmeter van de aandelen van de Zagreb Stock Exchange. De index bevat maximaal 30 aandelen. De maximale weging van aandelen is beperkt tot 15% bij de herweging. De index is in 1997 van start gegaan en stond in 2011 rond de 2200 punten. De beurs van Zagreb heeft ook een obligatie-index, de CROBIS.

## Samenstelling
Samenstelling van de CROBEX per 21 maart 2011.
- Adris grupa
- AD Plastik
- Atlantic grupa
- Atlantska plovidba
- Belje
- Čakovečki mlinovi
- Dalekovod
- Ericsson Nikola Tesla
- T-Hrvatski Telekom
- Institut IGH
- INA
- INGRA
- Konzum
- Končar elektroindustrija
- Dom Holding
- Kraš
- Ledo
- Luka Ploče
- Petrokemija
- Podravka
- Privredna banka Zagreb
- Tehnika
- Uljanik plovidba
- Viro
- Zagrebačka banka

 AEX ·  ATX ·  BEL 20 ·  BET-20 ·  BIRS ·  BUX ·  CAC 40 ·  CROBEX ·  DAX ·  FTSE 100 ·  FTSE MIB ·  IBEX ·  Iceland 15 ·  ISEQ ·  LuxX ·  OMX Copenhagen 20 ·  OMX Helsinki 25 ·  OMX Stockholm 30 ·  OBX ·  PSI ·  PX Index ·  SAX ·  SMI ·  WIG 20